# Планинско поље
Планинско поље је крашко поље у Словенији у Нотрањској регији. Налази се између Постојнског поља и Љубљанске котлине, Планинске горе и Равника. Површина поља је око 16 km², ширина до 3 km², а дужина око 6 km². Дни поља је на надморској висини од 447 метара. према хидрографском режиму спада у периодично плављена. Планинским пољем повремено тече понорница Уница, која нестаје у северном делу, па код Врхнике поново избија као река Љубљанчица. Највеће насеље налази се на ободу, по коме је и добило име - Планина.